# Hășmaș (rijeka)
Hășmaș je rijeka u Rumunjskoj, u županiji Arad, lijeva pritoka rijeke Beliu.